# Larry Spriggs
Larry Michael Spriggs (ur. 8 września 1959 w Cheverly) – amerykański koszykarz, występujący na pozycji niskiego skrzydłowego, mistrz NBA z 1985.

## Osiągnięcia
Na podstawie, o ile nie zaznaczono inaczej.
NCAA
- Uczestnik rozgrywek turnieju NCAA (1981)
- Mistrz:
  - sezonu regularnego Mid-Eastern Athletic Conference (MEAC – 1980)
  - turnieju konferencji MEAC (1980, 1981)
- MVP turnieju konferencji Mid-Eastern Athletic (MEAC – 1979–1981)

NBA
- Mistrz NBA (1985)[2]
- Wicemistrz NBA (1984)[2]
- Lider play-off w skuteczności rzutów wolnych (1984 - wspólnie z Johnem Longiem, 1986 z Mikiem Woodsonem i Kikim Vandeweghem)[3]

Inne
- Finalista Pucharu Hiszpanii (1986/87)
- 4. miejsce podczas mistrzostw Hiszpanii (1987)
- Awans do najwyższej klasy rozgrywkowej w Turcji (1990)
- MVP meczu gwiazd CBA (1983)
- Debiutant Roku CBA (1982)
- Zaliczony do:
  - I składu CBA (1982)
  - II składu CBA (1983)
- Uczestnik meczu gwiazd CBA (1982, 1983)